# 安吐根
安吐根（？—577年），北齐大臣，安息国胡人。
他的曾祖父归附北魏，家居在酒泉。北魏末年，安吐根出使至柔然，被留在塞北。东魏孝静帝天平初年，柔然派安吐根至晋阳，于是秘密汇报柔然情况，高欢获悉后得以准备。高欢和柔然和亲，安吐根多次为使者入东魏。后来安吐根投奔高欢。高澄嗣位，命他担任凉州刺史，封率义侯。官至仪同三司，皇建年间，加开府。北齐灭亡时去世。